# Mountain of Madness
"Mountain of Madness" är avsnitt 12 från säsong åtta av Simpsons och sändes på Fox i USA den 2 februari 1997. I avsnittet tvingar Mr. Burns sina anställda till att samarbeta efter en misslyckad brandövning på Springfields kärnkraftverk genom ett äventyr i nationalparken där de ska samarbeta. Burns får samarbeta med Homer Simpson och de två blir instängda i en stuga efter en lavin. Avsnittet regisserades av Mark Kirkland och skrevs av John Swartzwelder. Avsnittet fick skrivas om mycket och flera nya designer och bakgrunder fick göras. Avsnittet har fått mest positiva recensioner.

## Handling
Mr. Burns bestämmer sig för att ha en brandövning på Springfields kärnkraftverk. Då brandlarmet startar utlöses panik bland de anställda och de tar mer än 15 minuter innan det är utrymt. Burns inser att de anställda inte kan samarbeta och bestämmer sig för att de ska ha en övning på Mt. Useful under helgen. Homer tar med sig sin familj då han inte visste att den enbart var för de anställda. Resten av familjen får roa sig själv på berget. Homer får samarbeta med Mr. Burns medan Waylon Smithers får klara sig själv. Han träffar sen Bart och Lisa som sinkar honom då uppdraget är att inte komma sist till en stuga. Burns och Homer använder en snöskoter för att komma till stugan medan de andra promenerar. De myser i stugan då det blir en lavin och de blir instängda. Burns försöker kalla på hjälp genom att telegrafera men misslyckas. 
Homer och Burns bygger varsin snögubbe och börjar frysa då de ger dem deras kläder. De börjar snart hallucinera och försöker döda varandra. De råkar sätta fyr på en gastank och stugan blir en raket och flyger ut ur ravinen. De blir fria och träffar sin andra arbetskamrater och Homer även sin familj som är glada över att de överlevde lavinen. Burns påminner dem om tävlingen och alla rusar till stugan igen och Lenny som kom sist in får sparken. Smithers berättar för Burns att det blev nytt rekord för tävlingen och Burns ändrar sig och avskedar ingen ändå. Burns och Homer börjar sedan skratta och stirra oavbrutet på varandra.

## Produktion
"Mountain of Madness" skrevs av John Swartzwelder, manuset skrevs därefter om en hel del av de andra författarna. Enligt Josh Weinstein som var Swartzwelders manus så tokig, det var för mycket skämt. Enligt David Silverman togs mycket tokigt material bort från manuset. Det mesta ändrades innan animeringen började. Slutet ändrades efter animeringen var färdig. De bestämde sig för att utveckla samarbeten med olika karaktär som Smithers med Bart och Lisa. Weinstein anser att Lenny Leonard och Carl Carlson utvecklade sin relation i avsnitt Avsnittet regisserades av Mark Kirkland som fick skapa många nya kläder och bakgrunder. Bakgrunderna designades av Debbie Silver.

## Kulturella referenser
Skogvaktarens utseende är baserat på Al Gore. Marge kollar på en film av John Muir. Muir gjordes av Dan Castellaneta som baserade rösten på en imitatör han möte i Yosemite National Park. Producenterna bad honom sen göra rösten äldre och tokigare.

## Mottagande
Avsnittet hamnade på plats 38 över mest sedda program under veckan med en Nielsen ratings på 8.8, vilket gav 8,5 miljoner hushåll. Det var det näst mest sedda programmet på Fox under veckan. I boken I Can't Believe It's a Bigger and Better Updated Unofficial Simpsons Guide har Warren Martyn och Adrian Wood kallat avsnittet för ett utvecklat avsnitt med flera bra minnen. Tim Raynor på DVDTown.com anser att det finns några bra ögonblick i denna tokiga avsnitt. Från DVD Movie Guide har Colin Jacobson kallat avsnitt för bra och snön gör att karaktärerna expanaderas.